# Lucia Codurelli
Lucia Codurelli (Teglio, 23 luglio 1950) è una politica italiana.

## Biografia
Lucia Codurelli ha lavorato in fabbrica come operaia, mantenendo negli anni l'impegno sindacale e politico. Nel 1983 divenne segretaria di sezione del Partito Comunista Italiano, successivamente aderisce al PDS e poi dal 2004 è segretaria di federazione dei Democratici di Sinistra a Sondrio.
Da sempre è stata impegnata per i diritti civili, a favore delle donne e dei servizi per l'infanzia e la famiglia. Dal 1997 al 2001 è stata consigliera comunale a Olginate.
Eletta per la prima volta alla Camera dei Deputati con i Democratici di Sinistra nel 2006 per la XV legislatura, alle elezioni politiche del 2008 viene rieletta deputata della XVI legislatura della Repubblica Italiana nella circoscrizione IV Lombardia per il Partito Democratico. È stata Componente della commissione Lavoro. Termina il proprio mandato parlamentare nel 2013.
Alle elezioni Amministrative per il suo comune di origine, Teglio, si candida come sindaco nella primavera 2018 con una lista civica appoggiata dal centro-sinistra, ma perde con il 44,14% dei voti e viene eletta come consigliera comunale.